# Изследвания на жените
Изследвания на жените (на английски: woman studies) е интердисциплинарно академично поле, което включва теми, отнасящи се до жените, като феминизъм, пол и политика. Често включва феминистка теория, история на жените (например история на суфражетното движение), социална история, литература на жените, женско здраве, феминистко изкуство, феминистка психоанализа и феминистки и джендър изследвания, влиянието е откъм повечето хуманитални дисциплини и социални науки.
|  | Тази страница частично или изцяло представлява превод на страницата Women studies в Уикипедия на английски. Оригиналният текст, както и този превод, са защитени от Лиценза „Криейтив Комънс – Признание – Споделяне на споделеното“, а за съдържание, създадено преди юни 2009 година – от Лиценза за свободна документация на ГНУ. Прегледайте историята на редакциите на оригиналната страница, както и на преводната страница, за да видите списъка на съавторите. ВАЖНО: Този шаблон се отнася единствено до авторските права върху съдържанието на статията. Добавянето му не отменя изискването да се посочват конкретни източници на твърденията, които да бъдат благонадеждни. |